# Martin Odin

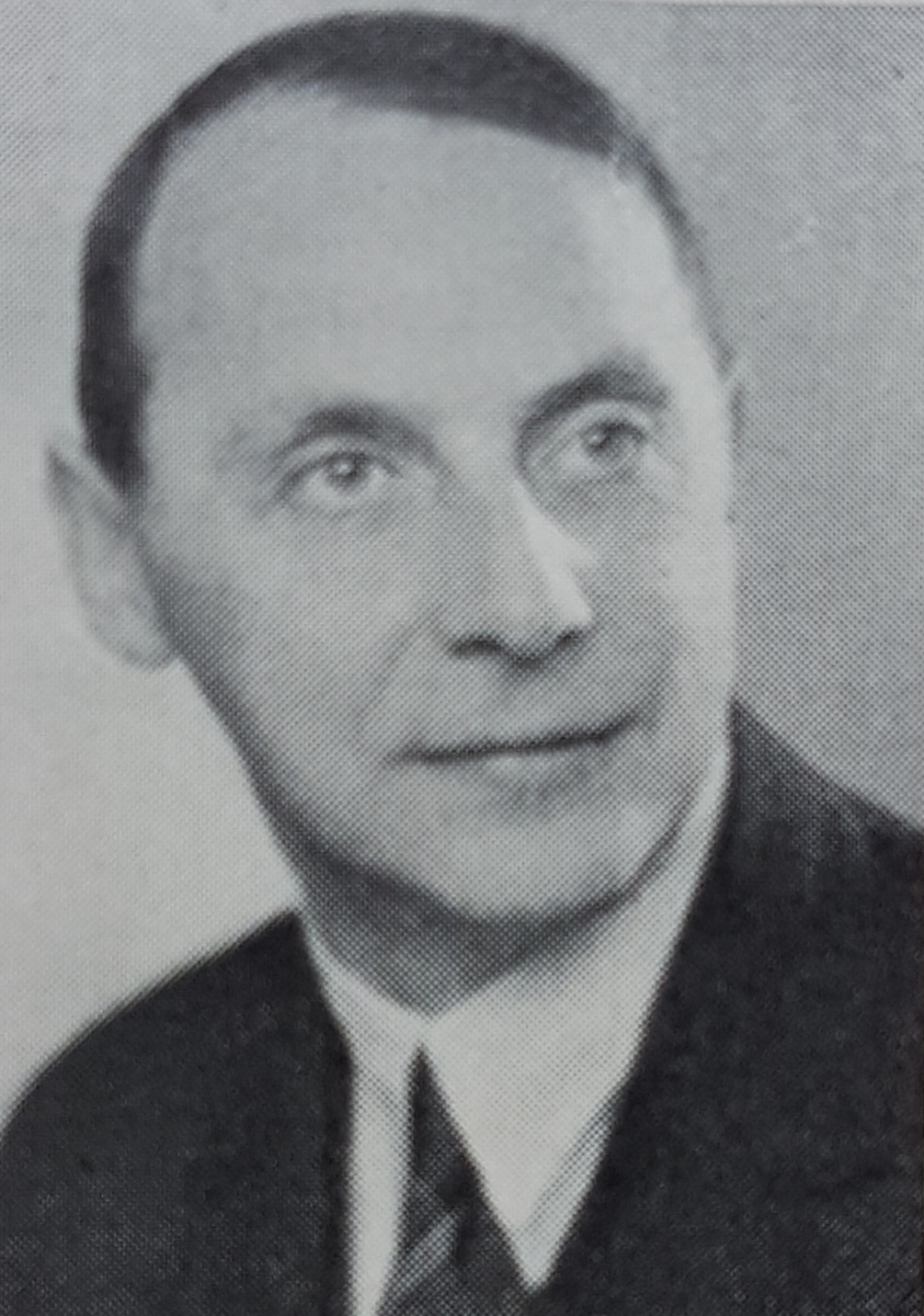
Martin Odin.

Martin Odin Odin, född 13 juni 1890 i Eslöv, Västra Sallerups socken, död 18 februari 1960 i Örgryte församling, var en svensk läkare. Han var far till Lars Odin.
Odin var son till handlaren Anders Nilsson. Efter mogenhetsexamen vid Katedralskolan i Lund 1908 blev han student vid Lunds universitet och medicine kandidat där 1912. Odin arbetade 1919–1920 som amanuens vid bland annat medicinska och pediatriska klinikerna i Lund och efter medicine licentiatexamen 1919 som underläkare vid medicinska kliniken i Lund 1921–1923. Han blev 1924 extra läkare och tillförordnad lasarettsläkare vid lasarettet i Umeå och var ordinarie lasarettsläkare vid medicinska avdelningen där 1925–1931. Odin var även ledare för Västerbottens läns dispensärer 1924-1926. Efter disputation och ha blivit medicine doktor i Lund 1927 arbetade han 1931–1936 som ordinarie lasarettsläkare vid medicinska avdelningen vid Borås lasarett. Odin blev 1932 ordförande i Svenska internförbundet, 1936 ledamot av näringsrådet och samma år överläkare vid medicinska kliniken II vid Sahlgrenska sjukhuset i Göteborg. 
Han arbetade 1946–1956 som överläkare vid medicinska kliniken I vid Sahlgrenska sjukhuset, och var 1944–1956 styresman för sjukhuset. Därtill var han ordförande i styrelsen för sjuksköterskeskolan vid Sahlgrenska från 1946, erhöll 1944 professors namn, var 1945–1948 ledamot av statens forskningsråd och 1946–1947 ledamot av kommittén angående inrättandet av en medicinsk högskola i Göteborg. Odin blev 1947 ledamot av organisationskommittén för Göteborgs medicinska högskola, var 1949–1953, ledamot av kommittén angående Karolinska sjukhusets fortsatta utbyggande 1949–1952 och 1952-1956 professor i medicin vid Göteborgs medicinska högskola. Från 1956 drev han privat läkarpraktik i Göteborg. Odin var även ledamot av statens förhandlingskommission i Göteborg 1955–1958, ledamot av 1955 års läkarutbildningsutredning 1955–1957, ledamot av beredningen angående inrättandet av en medicinsk läroanstalt i Norrland 1957 och ledamot av organisationskommittén för den medicinska högskolan i Umeå från 1957.
Som medicinare kom han främst att forska om diabetes, sambandet mellan kost och hälsa samt förebyggande av blyförgiftning och virushepatit.
Odin blev 1940 ledamot av Kungliga Vetenskaps- och Vitterhets-Samhället i Göteborg, 1946 ledamot av Kungliga Vetenskaps-Societeten i Uppsala, 1950 filosofie hedersdoktor vid Göteborgs högskola och 1958 hedersdoktor vid medicinska högskolan i Umeå.